# Мбужи-Майи
Мбужи-Майи (на френски и на суахили: Mbuji-Mayi, познат в миналото като Бакванга) е столицата на провинция Касаи-Ориентал на Демократична република Конго. Населението на града, според приблизителна оценка от 2004 г., е 1 213 726 души.

## География
Градът е разположен на брега на река Санкуру. Името Мбужи-Майи идва от местния език Чилуба, означава: Козя вода и идва от големия брой кози в региона и от разположението на града на река Санкуру.

## История
Населението на Мбужи-Майи нараснало бързо след обявяването на независимостта на Демократична република Конго през 1960, поради преселването на етническата група Луба от различни места в страната. Градът бил столица на отцепилата се провинция Касаи-юг по време на разрушителната конгоанска гражданска война от 1960 до 1962. Хората прииждали от провинция Касаи-изток, бягащи от смъртоносната заплаха за тях там, и се установили в Мбужи-Майи.

## Култура и икономика
Мбужи Майи е търговски център. В него се произвеждат много диаманти и се добива злато от златоносен пясък. Голяма част от продукцията на Демократична република Конго се произвежда в града.
В града се намира летището Мбужи-Майи.
Мбужи-Майи остава крайно отдалечен за неговото огромно население, с малка връзка с останалия свят.